# Jacques Derrida

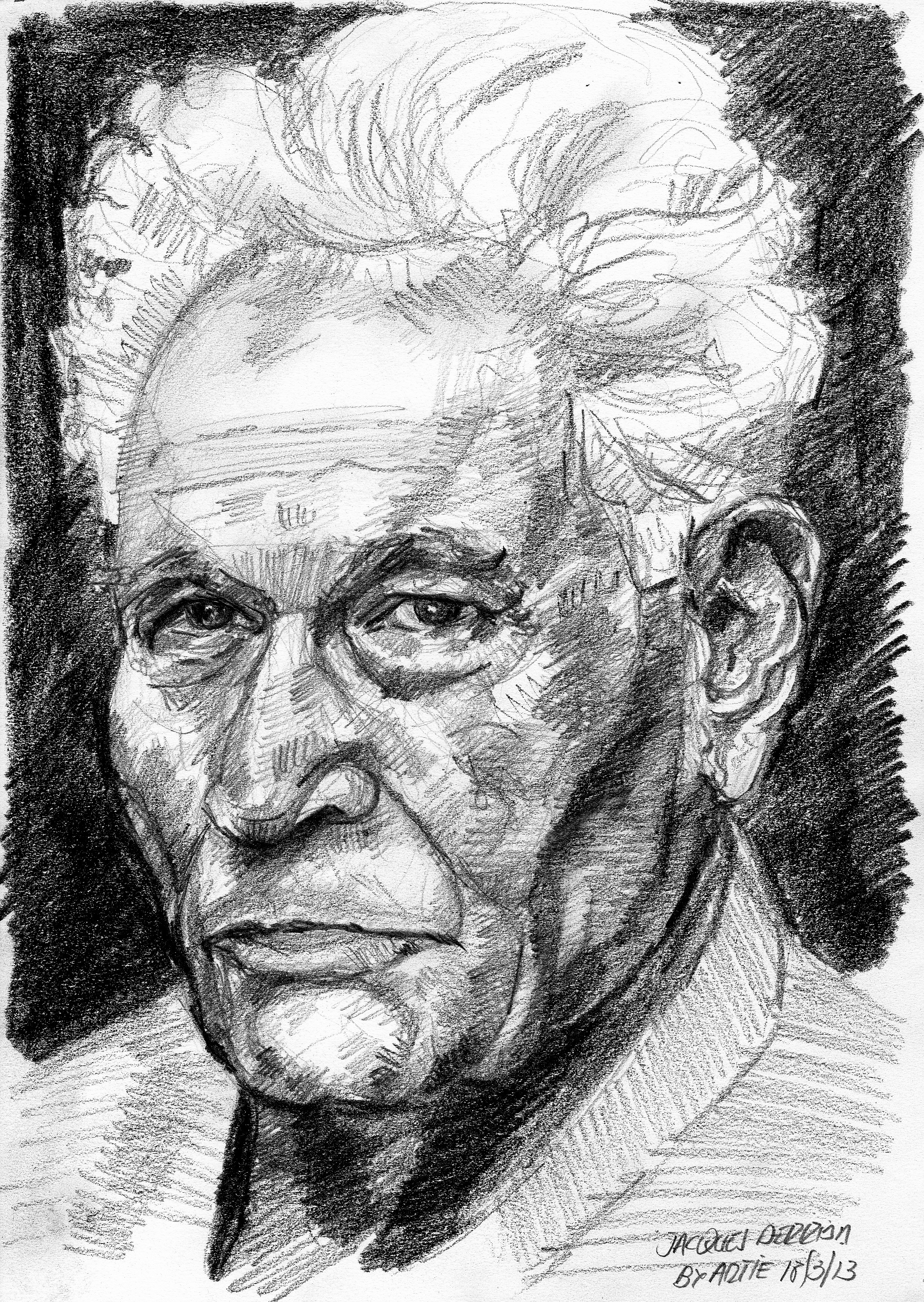
Jacques Derrida

Jacques Derrida [ʒak dɛʁiˈda] (* 15. Juli 1930 als Jackie Derrida in El Biar bei Algier; † 8. Oktober 2004 in Paris) war ein französischer Philosoph, der als Begründer und Hauptvertreter der Dekonstruktion gilt. Sein Werk beeinflusste maßgeblich die Philosophie und Literaturwissenschaft in Europa und den USA in der zweiten Hälfte des 20. Jahrhunderts. Zu seinen Hauptwerken zählen Die Stimme und das Phänomen 1967, Grammatologie 1967, Die Schrift und die Differenz 1967 und Randgänge der Philosophie 1972.
Er wirkte während seiner akademischen Laufbahn vornehmlich an der Elite-Hochschule École des hautes études en sciences sociales in Paris.

## Leben
Derrida wurde in Französisch-Algerien geboren und lebte dort bis zu seinem 19. Lebensjahr. Als Sohn einer sephardisch-jüdischen Familie wurde ihm 1942 entsprechend einer Verordnung des Vichy-Regimes der Schulbesuch untersagt (die Quote für jüdische Schüler wurde von 14 auf 7 Prozent gesenkt). Die antisemitischen Diskriminierungen haben insofern Spuren in vielen seiner Schriften hinterlassen, als er sich in ihnen mit dem Anderen und Fremden befasst. Auch die Figur des Ankommenden ist ein zentrales Element seines Denkens. Schließlich fühlte er angesichts seiner virtuosen Beherrschung der französischen Sprache doch seine „Sprachlosigkeit“ in den anderen für ihn wichtigen Sprachen, dem Hebräischen und dem Arabischen.
Seit 1949 in Frankreich lebend, besuchte er das Lycée Louis-le-Grand in Paris und studierte nach dem dritten Versuch der Eintrittsprüfung schließlich von 1952 bis 1954 an der École Normale Supérieure, wo er Vorlesungen bei Louis Althusser besuchte und sich mit Pierre Bourdieu anfreundete. Mit einer Arbeit zur Philosophie Edmund Husserls schloss er das diplôme d’études supérieures ab, 1956 bestand er die Agrégation (Staatsprüfung für das höhere Lehramt) im Fach Philosophie. Im selben Jahr gewann Derrida ein Stipendium für einen Studienaufenthalt an der Harvard University. Während seines Militärdienstes (von 1957 bis 1959, zur Zeit des Algerienkrieges) unterrichtete er Soldatenkinder in Algerien, das damals noch eine Kolonie Frankreichs war, in englischer und französischer Sprache. Nach einem Jahr als Lehrer am Lycée in Le Mans war er von 1960 bis 1964 wissenschaftlicher Assistent an der Sorbonne.

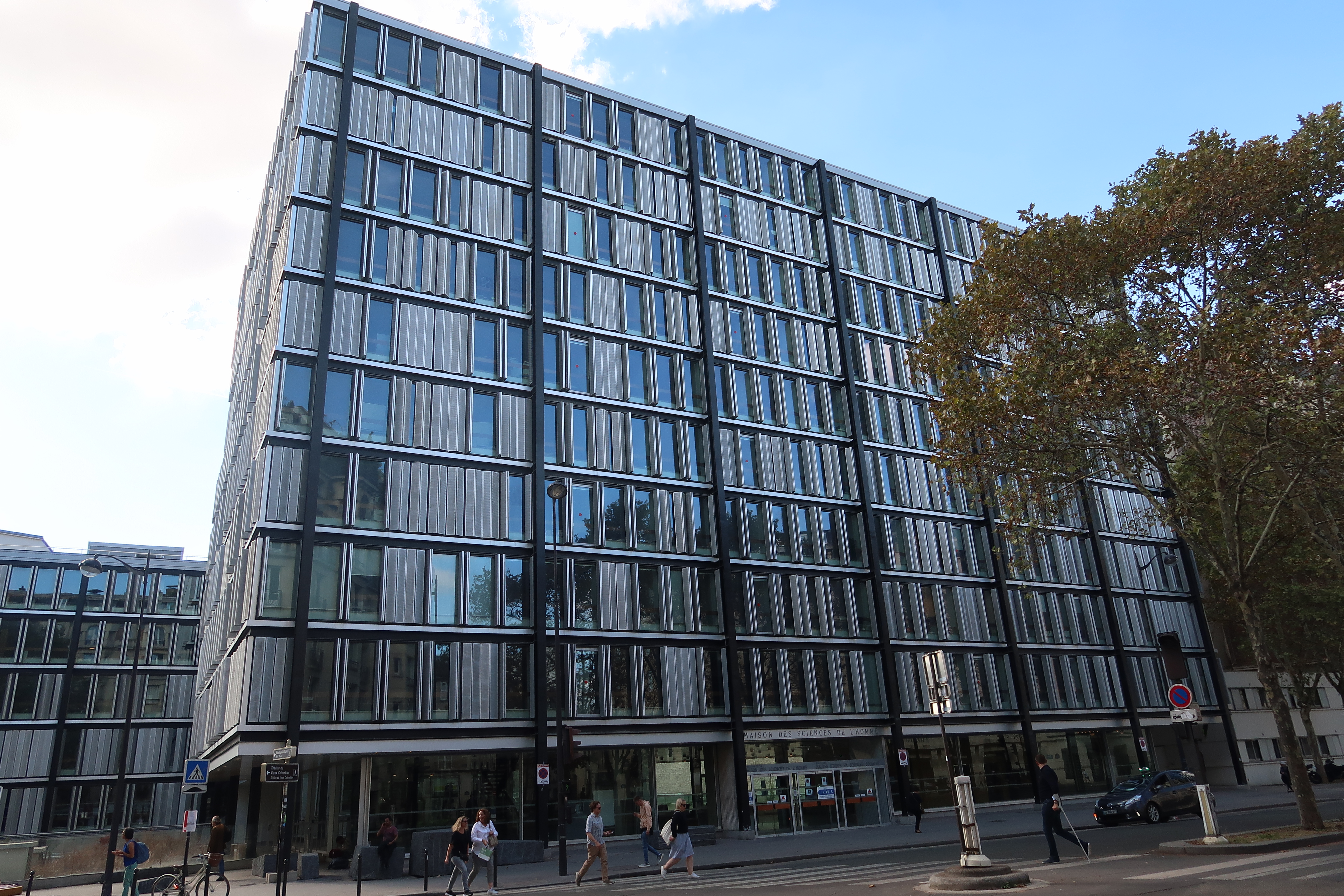
Während seines akademischen Wirkens war Jacques Derrida vornehmlich mit der Pariser Elite-Hochschule École des hautes études en sciences sociales (EHESS) verbunden.

Ab 1965 (bis 1983) bekleidete er eine Dozentur („Maître-Assistant“) für Geschichte der Philosophie an der École Normale Supérieure. Den Durchbruch erlangte Derrida im Jahr 1967, als er nahezu zeitgleich in drei bekannten Verlagen drei wichtige Schriften veröffentlichte: De la grammatologie (Les Éditions de Minuit, dt. Grammatologie 1974), La Voix et le phénomène (Presses Universitaires de France, dt. Die Stimme und das Phänomen 1979) sowie L’écriture et la différence (Éditions du Seuil, dt. Die Schrift und die Differenz 1972). Auf Vortragsreisen in den USA lernte er Paul de Man und Jacques Lacan kennen. 1977 unterschrieb er wie etwa sechzig andere Intellektuelle auch einen Appell zur Entkriminalisierung der Pädophilie, der in den Zeitungen Libération und Le Monde erschien. Initiator des Appells war der pädophile Schriftsteller Gabriel Matzneff. Im Juni 1980 legte er an der Sorbonne kumulativ seine Thèse d’État ab (entspricht etwa einer Habilitation).
1981 reiste er für die „Jan Hus Educational Foundation“, eine 1980 gegründete Hilfsorganisation für verfolgte tschechoslowakische Intellektuelle, nach Prag, um dort ein Seminar zu halten. Am 28. Dezember 1981 wurde er dort unter Vorwänden festgenommen, kam nach Intervention der französischen Regierung einige Tage später aber wieder frei und wurde des Landes verwiesen.
Im Jahr 1983 wurde er zum „directeur de recherche“ an der Elite-Hochschule École des Hautes Études en Sciences Sociales (EHESS) in Paris ernannt. Auf dieser Position wirkte er bis an sein Lebensende. Derridas Interesse an den institutionellen Aspekten der Philosophie, von Anfang an ein wesentliches Moment der Dekonstruktion, das ihn schon 1979 zu einem wichtigen Akteur der États généraux de la philosophie werden ließ, führte 1983 zu seiner maßgeblichen Beteiligung als Gründungsdirektor des Collège international de philosophie in Paris. Derrida bekleidete Gastprofessuren an der University of California, Irvine, an der Johns Hopkins University, der Yale University, der New York University, der Stony Brook University, der The New School for Social Research. 1985 wurde Derrida in die American Academy of Arts and Sciences aufgenommen.
Auf Einladung von Bernard Tschumi arbeitete Derrida von 1985 bis 1987 eng mit dem Architekten Peter Eisenman an Konzepten für ein Teilareal des Parc de la Villette in Paris.
1988 war er (zusammen mit Karl Popper und Carlo Sini) Preisträger des 10. Premio Internazionale Federico Nietzsche der italienischen Nietzsche-Gesellschaft. 2001 erhielt Derrida den Theodor-W.-Adorno-Preis.
1957 heiratete Derrida die Französin Marguerite Aucouturier (1932–2020). Das Paar bekam zwei Söhne, darunter der Schriftsteller Pierre Alféri.
Zu Derridas Freunden zählten Paul de Man, Jean-Luc Nancy, Avital Ronell, Emmanuel Levinas, Sarah Kofman, Samuel Weber, Peter Engelmann, Hélène Cixous, Geoffrey Bennington, Rodolphe Gasché (* 1938), Pier Aldo Rovatti, Gianni Vattimo, Mario Kopić. Eine enge Freundschaft verband Derrida auch mit dem italienischen Maler Valerio Adami, der ihn porträtierte, und dessen Werk er zum Gegenstand seiner philosophischen Reflexion machte, so in La vérité en peinture.
Derrida starb im Oktober 2004 im Alter von 74 Jahren an Bauchspeicheldrüsenkrebs in einem Pariser Krankenhaus. Kurz vor seinem Tod hörte er von Gerüchten, er werde für den Literaturnobelpreis gehandelt. Er ist in Ris-Orangis beerdigt.

## Philosophie

### Einflüsse
Derrida wird den poststrukturalistischen Denkern zugerechnet, er ist also beeinflusst von Strukturalisten wie Ferdinand de Saussure und der Prager Schule (Roman Jakobson u. a.), mit deren Theorien über die Natur und den Gebrauch von Worten (oder Zeichen) er sich auseinandersetzte.
Besonders wichtig für Derridas Denken und ein Verständnis seiner Terminologie und Argumentation ist der Einfluss von Edmund Husserl und Martin Heidegger. Weitere Einflüsse stammen von französischen Denkern wie Maurice Blanchot, Emmanuel Levinas und Georges Bataille.

### Dekonstruktion
Derrida gilt als Begründer der Philosophie der Dekonstruktion.
Historisch knüpft der Begriff der Dekonstruktion an Martin Heidegger an. Dieser hatte von einer „Destruktion“ der abendländischen Tradition der Metaphysik gesprochen:

„Die Destruktion hat ebenso wenig den negativen Sinn einer Abschüttelung der ontologischen Tradition. Sie soll umgekehrt diese in ihren positiven Möglichkeiten, und das besagt immer, in ihren Grenzen abstecken, die mit der jeweiligen Fragestellung und der aus dieser vorgezeichneten Umgrenzung des möglichen Feldes der Untersuchung faktisch gegeben sind.“

Auch hatte Heidegger von einer methodischen Verschränkung von Konstruktion und Destruktion gesprochen. Diese betraf drei Momente:
1. „Erfassung des Seienden auf das Verstehen von dessen Sein (phänomenologische Reduktion)“
2. „Entwerfen des vorgegebenen Seienden auf sein Sein und dessen Strukturen (phänomenologische Konstruktion)“
3. „kritischer Abbau überkommener Begriffe (Destruktion)“[15]

In Aufnahme dieser Verschränkung von Destruktion und Konstruktion meint Dekonstruktion nicht einen Angriff auf die Legitimität oder Sinnhaftigkeit von Texten oder Thesen, sondern die sinnkritische Analyse ihrer Verstehens- und Geltungsbedingungen.

### Praktische Philosophie
Derrida kritisiert zahlreiche traditionelle Entwürfe ethischer Theorien, insbesondere weil darin Personen als metaphysische Gegenstände behandelt werden und deren Wert ausgehend von einer Reflexion auf die Natur eines Subjekts bestimmt wird, das den Status einer substantiellen anthropologischen Universalie hat und das Ich zum Maßstab des Angemessenen und des Unangemessenen, des Gerechten und des Ungerechten wird. Von besonderem Einfluss ist für Derrida die Levinas’sche Ersetzung der Ontologie als traditioneller erster Philosophie durch eine proto-ethische Inpflichtnahme durch „den Anderen“. Gegenüber dieser Inpflichtnahme sind die Konstitution eines Subjekts und ethische Abwägungsfragen sekundär. (Vgl. dazu den Hauptartikel Emmanuel Levinas.)
In einer derartigen Umkehr der Ordnung zwischen dem „Subjekt“ der ersten und der zweiten Person ist letztere – darum die Wortwahl „der Andere“ – in ihrem Wesen und ihrer Würde uneinholbar. Diese Vorgegebenheit und Uneinholbarkeit trifft für alles Singuläre zu, es ist prinzipiell nicht adäquat in Allgemeinheit überführbar (etwa auf Begriffe zu bringen, in Theorien zu verrechnen). Insbesondere betrifft dies alle moralisch einschlägigen Begriffe, etwa auch den Begriff der Gerechtigkeit, der Politik oder auch des Bildungsideals der Universität und auch die „eigentliche Bedeutung“ einer sinnvollen Äußerung ist in ganz strukturanaloger Weise nicht auf sicher handhabbare allgemeine Begriffe zu bringen. Die Unmöglichkeit der Überführung des Singulären in ein Allgemeines kennzeichnet auch die Ästhetik Derridas. Entgegen verbreiteten Vereinfachungen weist Derrida den Subjektbegriff nicht zurück. Er führt stattdessen die transzendentalphilosophischen Debatten um dessen Konstitutionsbedingungen fort und bindet diese an materielle Ermöglichungsbedingungen zurück. Insbesondere löst Derrida das Subjekt nicht in ein Bündel äußerer (etwa sprachlicher) Faktoren auf, sondern betont, dass das Subjekt von diesen nicht eindeutig abgehoben werden kann.
Eine derartige „protoethische“ Vorsichtigkeit ist bereits für die theoretischen Positionen und Kritiken grundlegend, welche in den frühen Texten Derridas entwickelt werden, etwa in seiner Kritik an theoretischen Entwürfen, die in einer trügerischen Selbstsicherheit eines Subjekts bezüglich seiner Selbstursprünglichkeit oder einem anderen Subjekten gegenüber überlegenem Wissen über die Bedeutung eigener Äußerungen oder eine Kontrollierbarkeit resultierender Interpretationen derselben gründen. In späteren Texten, die sich teilweise konkreteren politischen Problemen widmen (etwa der Globalisierung, der US-amerikanischen Außenpolitik oder der Ökonomisierung universitärer Bildung), treten diese Motive unmissverständlicher hervor, ebenso wie in der Diskussion von Begriffen wie ‚Gerechtigkeit‘, ‚Gesetz‘, ‚Recht‘ und der wissenschaftlichen Begriffsbildungen im Allgemeinen. So versucht Derrida in Gesetzeskraft; Der mystische Grund der Autorität, die zerfaserten Grenzen und die prinzipielle Ungesichertheit von Werten, Normen und Vorschriften deutlich zu machen. Ähnlich wie in seiner „Subjektkritik“ geht es ihm auch hier nicht um eine Negierung oder „Verabschiedung“ derartig anspruchsvoller Begriffe, sondern um eine Relationierung von allgemeinen Urteilen auf deren Konstitutionsbedingungen und die Faktoren der Etablierung. Derrida kritisiert dabei soziale Institutionen und theoretische Optionen, die der vorbenannten Option für die Uneinholbarkeit der Singularität „des Anderen“ unzureichend Rechnung tragen. Derrida hält jedoch zugleich bewusst an Begriffen wie „Gerechtigkeit“ und deren Geltungsanspruch fest, betont aber, dass deren Wahrung stets an kontingente und historische Faktoren gebunden ist, für die ebenfalls Verantwortung zu tragen ist. Letzteres ist auch die Pointe seiner frühen Auseinandersetzung mit Lévinas.
In der Analyse der Ursprünge, Grundlagen und Grenzen begrifflicher, theoretischer und normativer Apparate steht der Dekonstruktion kein methodischer Rekurs auf erste Prinzipien oder Vernunftstrukturen offen. Sie kann sich nur der Strukturen und Geltungsimplikationen bedienen, die sie je konkret vorfindet: sie bedient sich aller subversiven, strategischen und ökonomischen Mittel der alten Struktur, um schließlich den nicht strukturell zu erfassenden Praxischarakter der Wahrheit freizulegen.
In den neunziger Jahren thematisiert Derrida zunehmend konkrete politische und ethische Probleme. Beispielsweise diskutiert sein Buch „Schurken“ Probleme der demokratischen Staatsform und ihrer zukünftigen Möglichkeiten.
Mit dem von Marcel Mauss übernommenen Begriff der Gabe oder Gnade verbindet Derrida eine Form zwischenmenschlicher Beziehung, welche die reziproke Logik von ökonomischen Tauschprozessen unterläuft. In diesem Zusammenhang steht auch seine Diskussion von „Vergebung“: Dieser Begriff bezeichne eine Unmöglichkeit, das zu vergeben, was man per se nicht vergeben kann. In ähnliche antinomische Strukturen verwickelt Derrida Begriffe und Praktiken wie die der Gastfreundschaft. Schon Lacan hatte formuliert, Liebe sei, das zu geben, was man nicht hat.
Derrida entwickelt seine Entscheidungstheorie ausgehend von der Option für „den Anderen“. Jede Entscheidung sei eine passive Entscheidung des Anderen in mir. Ebenso kennzeichnet er die Praxis der Dekonstruktion als die Ermöglichung einer Beziehung oder eines Empfangs des Anderen. Im Gegensatz zu Lévinas ist bei Derrida das Andere oder der Andere nicht auf Menschen beschränkt.

### Zeichen, Text, Schrift
Die Dekonstruktion verschärft die Husserlsche Sinnkritik: nicht nur die Referenz eines Zeichens, auch dessen Status als Zeichen selbst ist letztlich nicht gesichert, sondern hängt an Voraussetzungen, für die eine Äußerung selbst prinzipiell nicht aufkommen kann. Insbesondere sind dabei bedeutungserzeugende Verfahren und Entscheidungen einschlägig, die in kontextspezifischen Bedingungen des jeweiligen Verstehens selbst liegen. Dazu kann man etwa implizit zugrundegelegte Begriffsschemata, Normen, Sehgewohnheiten usw. zählen. Dabei kann naturgemäß eine Äußerung Kontext und Bezüge ihres Verstehens und damit auch ihre eigene Bedeutung prinzipiell nicht sicherstellen. Entsprechendes gilt nach Derrida grundsätzlich für jeden potentiellen Sinnträger. Außerdem werden Begriffe wie der eines Zeichens oder Textes methodisch ausgeweitet und anderen Äußerungsformen gleichgestellt. Insbesondere wird damit eine scharfe Abgrenzung (Individuation) etwa eines Textes unmöglich. Eine Implikation dieses Ansatzes ist, dass es aus dekonstruktivistischer Sicht unmöglich ist, eine letzte Sinnschicht eines Textes freizulegen.
In vielen Theorien wird ein Zeichen als aus zwei Komponenten bestehend aufgefasst: einer ideellen oder referentiellen Bedeutung, Signifikat, und einem materiellen Träger der Bedeutung, Signifikant (etwa als Laut- oder Schriftbild). Der Signifikant fungiert als ein Vermittler für eine Bedeutung, die diese Mittlerrolle überschreitet. Derrida spricht von einem „transzendentalen Signifikat“ (nicht im Sinne Kants, sondern der traditionellen Wortbedeutung, nach welcher transzendental wie transzendent schlicht etwas meint, auf das hin etwas anderes „überschritten“ wird). Derrida kritisiert diese Finalität: Jedes Signifikat befinde sich „immer schon in der Position des Signifikanten“. Es könne demnach keine Bedeutung geben und keinen Sinn, der der Verräumlichung und Verzeitlichung sowie dem differentiellen Gefüge der Signifikantenbeziehungen entgehen könnte.
Ein schriftlicher Text ist demnach nur „Zeichen von Zeichen, Signifikant von Signifikanten“ – nicht etwa von wohlbestimmten Signifikaten. Die Materialität eines Signifikanten tritt nicht etwa, so Derrida, zu einem ideellen Sinn erst „nachträglich“ hinzu, um diesen Sinn bezeichenbar zu machen. Umgekehrt ist ein Sinn Effekt einer jeweils („immer schon“) nachträglichen Signifikation. Dass sprachliche Äußerungen systematisch „direkter“ und „unmittelbarer“ Sinn transportieren als Niederschriften und darin durch den Sprecher direkter kontrollierbar seien, hält Derrida für eine ungerechtfertigte Unterstellung, die er u. a. durch den Begriff „Logozentrismus“ kennzeichnet. Auch die erwähnte Reduktion des Zeichenbegriffs auf die Ebene von Signifikanten allein gilt demnach nicht nur für Schrift im alltäglichen Sinne, sondern jede Art von potentiell sinnvermittelnden „Medien“. All diese fallen unter seinen Begriff von „Text“.
„Logozentrismus“ steht also für Fiktion einer Direktheit des Bezugs zu intendierten Bedeutungen in durch das sprechende Subjekt kontrollierten Äußerungen als Vermittlungen eines gleichzeitig intuierten Sinnes. Dagegen setzt Derrida die Begriffe der Schrift und der Spur. Beide sind jeweils materielle Konfigurationen, welche die Verzögerung, die in jeder unterstellten Sinnvermittlung liegt, ebenso fast bildlich darstellen wie die Unsicherheiten, die mit jeder nachträglichen Rekonstruktion eines unterstellten ursprünglichen Sinns einhergehen. Ebendiese jeweilige Nachzeitigkeit kennzeichnet jeden Versuch von Sinnverstehen – auch den des vermeintlich ursprünglichen Subjekts, sobald es sich auf seine eigenen Zeichen bezieht. Eine andere Illustration wählt Derrida in „Die Postkarte“. Darin stellt er den Bezug zwischen Absender und Adressat auf den Kopf: Bedeutung wird nicht intentional vermittelt, sondern Bedeutungsunterstellung kommt je „zu spät“, steht gleichsam „im Zeichen der Post“. Für diese „Tragik der Verspätung“ ist die „Verschriftlichung“ gleichnishaft. Ähnlich evoziert der Begriff der Spur das Bild eines erodierten, verschliffenen, bald verblichenen und vergessenen Signifikanten. Insofern steht er dafür, dass mit jedem Verstehensversuch je schon ein Gewaltakt einhergegangen ist: Singularität wird unter allgemeine Schemata subsumiert, Referenzen werden unterlegt, die sich auf idealisierte Gegenstände beziehen, Absichten werden unterstellt, die in jeder beliebigen Feinkörnigkeit der Repräsentation je noch letztlich unangemessene Engführungen sind. Derartige Vorbehalte binden die Zeichen-, Sinn-, Subjekt-, „Logozentrismus“- und Metaphysik-Kritik Derridas an die skizzierte „protoethische“ Option für eine uneinholbare Verpflichtung gegenüber der Singularität und Unfasslichkeit (Ineffabilität) „des Anderen“.
Derridas Sprachphilosophie radikalisiert also die Differentialitätsthese von Ferdinand de Saussure. In einem Differenzgeschehen, das Identitäten erst entstehen lässt, kann es keine unmittelbare Präsenz geben, sondern nur die unaufhebbare Nachträglichkeit aller Positivität und Präsenz. Derrida bezeichnet die Unmöglichkeit, u. a. „Individuelles und Allgemeines“ zu vermitteln, mit dem Begriff der Différance: Damit ist nicht nur eine jeder unterstellten Einheit vorausliegende Differenz gemeint, sondern auch die Unmöglichkeit einer Sinnvermittlung über die Zeit hinweg, und zwar beispielsweise schon im Ereignis des Übergangs zwischen der mentalen Intuierung einer Bedeutung und deren materiellem Ausdruck, zwischen individueller Bedeutungsintuition und allgemeiner Bedeutungsintention.
Der Begriff der différance ist also ein Kunstwort (Neologismus), welches die strukturalistische différence von Signifikant und Signifikat aufnimmt und eine Beziehung zu dem französischen Wort „différer“ herstellt. Dieses hat zwei verschiedene Bedeutungen. Zum einen beschreibt das Wort die Tätigkeit, etwas auf später zu verschieben, was ökonomisches Kalkül, Umweg, Aufschub und Repräsentation impliziert; zum anderen heißt es „nicht identisch sein“ und bezeichnet die unumgängliche Nachträglichkeit und unmögliche Unmittelbarkeit jeder Identitätszuschreibung, jeder Präsenz. Das Substantiv zu différer lautet „différence“ (Unterscheidung, Aufschiebung), die Partizipialform ist „différant“ (Unterscheidendes, Aufschiebendes). Die Verwendung der Endung „-ance“ in Derridas Wortschöpfung anstelle des „-ence“ stellt eine Mischung dieser beiden Formen dar. Der Unterschied ist unhörbar (da sich -ence und -ance im Französischen phonetisch nicht unterscheiden), wodurch auf Unmöglichkeiten einer eindeutigen Differenzierung von Bedeutungen angespielt wird. Die différance ist weder Name noch Begriff, eher ein Umstand, ein Bündel von Verweisen, Texten und Kontexten, von Sinn- und Kraftlinien; sie „ist“ nicht, sie hat kein Zentrum und keine Ursache, vielmehr zeigt sie sich als Spur der Existenz. Binäre Bedeutungsoppositionen (z. B. Freuds Lust- und Realitätsprinzip) werden durch Verzeitlichung und Verräumlichung aufgelöst (z. B. als aufgeschobene, aber nicht negierte Lust).

### Kritik metaphysischer Systeme
Kennzeichnend für Metaphysik ist für Derrida u. a., dass diese mit stabilen Entitäten operiert, die als per se mit sich identisch handhabbar erscheinen und erlauben, andere Dinge miteinander in Bezug zu setzen, etwa, indem zwei Individuen unter einen identischen Gattungsbegriff subsumiert werden. Derartige identifizierende Urteile sind aus Sicht der Dekonstruktion prinzipiell gefährdet und problematisch, etwa insofern sie sich kontingenten Bedingungen verdanken, die derartige Begriffssysteme zuallererst fundieren und etablieren, insofern dabei uneinholbare Singularitäten aus dem Blick geraten oder insofern das Subjekt, welches das synthetisierende Urteil bildet, in seinem Status selbst ungesichert ist. Darum ist insbesondere die mit „metaphysischen“ Theoriebildungen einhergehende Unterstellung problematisch, die jeweiligen Gegenstände in einer Art kontingenzfreien „Sprache des Geistes“ repräsentieren zu können, ihnen gleichsam direkt gegenwärtig zu sein. Diese Unterstellung kennzeichnet Derrida als Präsenzdenken. Diese Vergegenwärtigung wird u. a. problematisch durch deren durch Signifikantenbeziehungen vermittelten Status, durch eine prinzipielle Differenz zwischen Urteilsgehalt und Urteilsakt und eine mit dem Begriff différance formulierte prinzipielle „zeitliche“ Differenzierung. Von zwei Relaten einer vermeintlichen Identitätsrelation ist, so Derridas Analyse der Urteilsstruktur, deren zweites gerade deswegen nicht strikt identisch mit dem ersten, weil es dieses – wie auf der Ebene der Signifikanten unmittelbar deutlich – nur wiederholt. Insofern wird niemals ein exakt Selbiges wiederholt, sondern die (vermeintliche) Identität einer Bedeutung erzeugt sich nur in (durch Wiederholung desselben Signifikanten vermittelter) Abweichung von sich selbst und damit in Differenz zu sich selbst (sofern erster und zweiter Signifikant unterschiedliche Urteils- und „Zeit“-Stellen einnehmen). U. a. insofern Bedeutungen nur entstehen in einem unendlichen Zusammenhang konstitutiver Verweisungen, in dem eine Bedeutung sie selbst wird durch Unterscheidung, formuliert Derrida, dass vor jeder Identität Differenzen liegen.
Während auch holistische Semantiken betonen, dass es keine isolierte Bedeutung gibt, sondern jeweils ein ganzes Netz an Begriffen die Bedeutung eines Ausdrucks bestimmt, wird ein derartiges semantisches Gefüge aus Sicht der Dekonstruktion zusätzlich dynamisch „verzeitlicht“ und auf vor-prädikative Etablierungspraktiken zurückbezogen.

### Tierphilosophie
Jacques Derrida hat sich in seinem Spätwerk intensiv mit der „Frage nach dem Tier“, also der Tierphilosophie beschäftigt. Er fragt, einer Analyse von Emmanuel Levinas und Jacques Lacan teilweise folgend, nach Elementen in der Philosophie von Heidegger, die diesen dazu verleitet haben, eine nationalsozialistische Position einzunehmen.
Er hinterfragt dabei den Begriff der Verantwortung bei Heidegger und letztlich den Begriff der Person als diejenige Entität, die Verantwortung hat. Derrida pflichtet der Proposition von Levinas bei, wonach diese „‚Person‘ […] eine Singularität [sei], die sich abgrenzt und abtrennt, um sich selbst wieder zusammenzusetzen und dem Anderen zu antworten, dessen Ruf irgendwie der eigenen Identifikation mit dem Anderen vorhergeht.“ Einerseits folgt Derrida Heidegger in dessen Kritik des Personenbegriffs vom ausschließlich menschlichen Selbst als stabiles, ahistorisches und autonomes Subjekt im cartesianischen Sinne. Er formuliert die Frage aber weiter als ein Problem der Grenzziehung zwischen Subjekten und Nicht-Subjekten.
Heidegger verwendete mehrere Ausschlusskriterien für Tiere von seinem Personenbegriff: Zwar nehmen Tiere Dinge wahr, sind also nicht wie etwa Steine weltlos. Ihnen fehle aber, anders als Menschen, die Fähigkeit, Dinge als solche zu erkennen, das heißt in einen Funktionalzusammenhang mit der Welt zu sehen. Sie hätten kein „einheitbildendes Vernehmen von Etwas als Etwas“ und seien daher weltarm.
Analog zu seiner eigenen Kritik an der abendländischen Metaphysik sieht Derrida auch in Heideggers Konstruktion von Menschen als weltbildend vs. Tiere als weltarm eine binäre hierarchische Gegenüberstellung, welche laut Derrida sehr häufig in westlicher Philosophie zu finden ist und auch darüber hinaus Denkmuster beherrsche. So sei es beispielsweise durch nichts anderes als Dogmatismus zu erklären, dass Heidegger bei nichtmenschlichen Menschenaffen explizit von einem „Organ zum Greifen, aber keine[r] Hand“ spricht. Weitere die Metaphysik beherrschende Gegenüberstellungen sind nach Derrida etwa Gott vs. Schöpfung, Geist vs. Körper, Natur vs. Kultur usw.
Derrida sieht diese binären hierarchischen Gegenüberstellungen in einer logozentrischen Denktradition, die er in den Kontext einer „Carno-Phallogozentris[chen]“, d. h. einer vom Primat Fleisch essender menschlicher Männer ausgehenden Position gestellt hat. Derrida schreibt deshalb von einem „Interesse, […] die Frage nach dem Ursprung von Verantwortlichkeit“ zu radikalisieren.

„Wenn wir davon sprechen wollen: von der Ungerechtigkeit, der Gewalt oder der Respektlosigkeit denen gegenüber, die wir noch immer in unserer Verwirrung Tiere nennen […] Dann müssen wir die metaphysische anthropozentrische Axiomatik, die im Westen das Denken von Gerechtem und Ungerechtem dominiert, in ihrer Totalität neu diskutieren.“

Ein sprachlicher Mechanismus, das Tier archetypisch für das Andere zu konstruieren, ist nach Derrida bereits der Begriff „Tier“ an und für sich oder vielmehr die Tatsache, dass eine „Mannigfaltigkeit von Wesen“ unter einem einzigen homogenisierenden Begriff subsumiert wird.

„All die dekonstruktorischen Gesten, die ich philosophischen Texten gegenüber, insbesondere denen von Heidegger, erprobt habe, bestehen darin, die voreingenommene Missachtung dessen, was man das TIER im Allgemeinen nennt, und die Art und Weise, wie diese Texte die Grenze zwischen MENSCH und TIER interpretieren, in Frage zu stellen. In den letzten Texten, die ich zu dieser Sache veröffentlicht habe, ziehe ich die Bezeichnung ‚TIER‘ im Singular, als ob es den MENSCHEN und das TIER gäbe, schlechthin in Zweifel, als ob der homogene Begriff Das TIER sich auf universelle Weise auf alle Formen des nicht-menschlichen Lebens erstrecken könnte.“

Um die Rolle von Sprechakten im Prozess der Konstruktion von Anthropozentrismus wie bei Heidegger zu unterstreichen, schlägt Derrida die Wortschöpfung Animot vor.

„Ecce Animot. Weder Species noch Gender noch Individuum ist es eine irreduzible lebendige Vielfalt von Sterblichem […] Es öffnet uns für die referentielle Erfahrung der Sache als solche; als das, was es in ihrem Sein ist“

In den ökofeministischen Human-Animal Studies hat Carol J. Adams darauf aufbauend die These der abwesenden Referenten entwickelt. Tiere werden dieser Idee folgend nicht nur als Mannigfaltigkeit im Wort „Tier“ homogenisiert, sondern auch durch Sprache abwesend gemacht: So sind etwa in den Begriffen „Fleisch“, „Leder“, „Wolle“ etc. die Bezüge zu den tierischen Körpern nicht mehr erkennbar. Laut Adams greifen vergleichbare Mechanismen auch in gesellschaftlichen Gewaltverhältnissen, die Frauen betreffen.
Gary Steiner kritisiert an Derrida, dass er offensichtliche Konsequenzen aus einem erweiterten Personenbegriff, wie den Veganismus, nicht bereit sei anzunehmen oder zu fördern. Steiner greift die Position Derridas, dass „Sprache [immer] eine ambivalente Beziehung zur Wirklichkeit“ habe und kategorische Prinzipien stets „ein Instrument zur Beherrschung des Anderen“ seien, scharf an. So bezeichnet sich Derrida einerseits als ein „Vegetarier in der Seele“, lehnt aber das Propagieren vegetarischer Kultur ab, weil eine Tierrechtspraxis oder ökologische Kultur „die Herrschaft des Subjekts notwendigerweise reproduzieren“.
Diese Unmöglichkeit, feste Prinzipien zu formulieren, zwinge Derrida und seine Nachfolger wie Cary Wolfe und Leonard Lawlor eine Position der Tierrechte oder eines Gebots der Gewaltfreiheit gegenüber Tieren zurückzuweisen. Wolfe und Lawlor bspw. beschreiben ihre Position als eine „Theorie des minimalen Fleischkonsums“ und sind „normalerweise Vegetarier“ und nehmen etwa Positionen ein, die „keine spezifischen und konkreten Reformen befürworten“, weil „solche Reformen [immer] auf lokaler Ebene durchgesetzt werden […] und regionale Unterschiede berücksichtigt werden müssen.“ Diese Position verliere dadurch jeglichen politischen und emanzipatorischen Charakter, denn „wenn es für uns nicht ganz leicht und günstig ist“, moralische Ansprüche von Tieren zu respektieren, können diese auch ignoriert werden und sind damit von vornherein überflüssig. Zu Carol J. Adams hatte Gary Francione zuvor eine von manchen für vergleichbar gehaltene Kritik formuliert, die aber auf der irrigen Annahme beruht, Adams lehne nur die besonderen (Frauen- und) Tierrechte ab, akzeptiere aber die der Ausgrenzung und Ausbeutung zu Grunde liegenden allgemeinen (patriarchalen) Normenkonzepte einschließlich der Eigentumsrechte bzw. die „Legitimität der institutionalisierten Ausbeutung als Teil des normativen Kontexts“.

#### Rolle von Derridas Katze
Als relevant für die tierphilosophische Entwicklung von Derrida werden vielfach die Begegnungen mit seiner Katze eingeschätzt, die er in L’animal que donc je suis beschreibt. Baker (2000) berichtet etwas spöttisch, dass diese Begegnung wohl wesentlich mehr Einfluss auf Derridas Position hatte als etwa der ernsthafte Versuch seines Schülers und späteren Philosophen David Wood, Derrida in den 1970ern vom Vegetarismus zu überzeugen.

„Das Tier schaut uns an und wir stehen nackt vor ihm. Und vielleicht fängt das Denken an genau dieser Stelle an.“

Derrida meint in diesem Essay, ein Schamgefühl durch den Blick seiner Katze zu fühlen, weil er nackt im Badezimmer stand. Zwar bezieht er sich auch auf biblische Passagen zur Scham in Genesis, betont aber vielfach, dass es die konkrete Katze war, die etwas in ihm bewegt habe. Die Katzenaugen, schreibt er, seien für ihn in dieser Situation ein Spiegel für das autobiografische Ich gewesen. Er schreibt von einer „tiefgehende[n] Rührung, die falls ernst genommen, die Basis des philosophischen Problems des Tieres verändern könnte“.

## Rezeption
Besonderen Einfluss hatte Derrida auf Philosophen wie Emmanuel Levinas, Jean-Luc Nancy, Marc Richir, Sarah Kofman, Samuel Weber, Peter Engelmann, Hélène Cixous, Geoffrey Bennington, Rodolphe Gasché, Pier Aldo Rovatti, Gianni Vattimo u. a.
Unter den Psychoanalytikern waren bzw. sind Nicolas Abraham, Mária Török und René Major Derrida eng verbunden.
Das Spätwerk von Friederike Mayröcker wurde stark von Derrida beeinflusst.
Auch in den Literatur- und Kulturwissenschaften wurden Einflüsse von ihm aufgegriffen, oft seinem eigenen Urteil nach in Verkehrung seiner Intention. Dekonstruktive Methoden wurden für die Interpretation unterschiedlichster Werkgattungen (bildende Kunst, Mode, Musik, Architektur) verwendet.
- Zum Spektrum und den methodischen Akzenten dekonstruktiver Werkinterpretationen vgl. den Hauptartikel Dekonstruktion

Außerdem wurde Derrida in sozialwissenschaftlichen Theorien rezipiert, die sich mit Identitäten oder Identifizierungen beschäftigen, wie zum Beispiel der Queer Theory, feministischen Theorien, wie derjenigen Judith Butlers, oder in Kulturtheorien. Dabei werden beispielsweise stabile Wesenheiten und Identitäten insbesondere in machtkritischem Fokus auf ihre Ermöglichungsbedingungen zurückgeführt und politische Alternativen vorgeschlagen.
Auch in der systematischen Theologie wurden dekonstruktive Methoden aufgegriffen, etwa von Johannes Hoff, Joachim Valentin oder Tilman Beyrich.
In einem Text zu Derridas 90. Geburtstag im Jahr 2020 in der NZZ vertrat der Literaturwissenschaftler Hans-Ulrich Gumbrecht die These, Derrida sei in der Philosophie des frühen 21. Jahrhunderts weitgehend in Vergessenheit geraten.

## Kritik
Derrida wurde von diversen Seiten teils scharf kritisiert, insbesondere von Vertretern der analytischen Philosophie: Bekannt ist beispielsweise die Debatte um seine Ehrenpromotion in Cambridge, gegen die achtzehn Professoren der Fakultät schriftlich protestiert hatten, darunter Barry Smith, W. V. Quine, David Armstrong, Ruth Barcan Marcus und René Thom. In ihrer Petition schreiben sie, Derridas Texte erreichten nicht ein gefordertes Maß an Klarheit und Strenge, sie seien aus Tricks und Taschenspielereien komponiert und stünden darin eher dadaistischen Experimenten nahe.
Noam Chomsky hat Derrida eine prätentiöse Rhetorik zugeschrieben, die bewusst der Verunklarung seiner Ideen diene.
Philosophen wie John Searle und W. V. Quine haben Derrida als Pseudophilosophen und Sophisten bezeichnet.
In der New York Times erschien im Oktober 2004 ein kritischer Nachruf, der Derrida u. a. als „abstrusen Theoretiker“ bezeichnete und seine Rolle im Skandal um Paul de Mans antisemitische Publizistik im Zweiten Weltkrieg thematisierte. Nach Ansicht der Zeitung habe Derrida mithilfe seiner dekonstruktivistischen Methode versucht, darzulegen, dass de Mans Artikel überhaupt nicht antisemitisch gewesen seien, und dadurch seine eigene Glaubwürdigkeit beschädigt. Der Politologe Mark Lilla kritisierte Derridas Denken in diesem Zusammenhang scharf: Dekonstruktivismus „scheint zu bedeuten, dass man sich nie für etwas entschuldigen muss“.
Für Richard Wolin führt Derrida in einen schlichten Nihilismus. In der ersten Auflage eines von Wolin herausgegebenen Sammelbandes war ein Interview erschienen, das der Nouvel Observateur 1987 mit Derrida geführt, und das die „vernichtenden Enthüllungen“ von Hugo Ott und Víctor Farías zum Anlass hatte. Derrida bezeichnete diesen Wiederabdruck, zu dem Wolin formell die Rechte eingeholt hatte, als unautorisierte böswillige Fehlübersetzung. Der Verlag Columbia University Press verweigerte daraufhin Nachdrucke oder Neuauflagen des Buches; eine nachfolgende Ausgabe bei MIT Press ließ das Interview aus. In einer Rezension bezeichnete Thomas Sheehan die Haltung Derridas als Zensur.

## Werke(deutschsprachige Ausgaben)
- Geschlecht III. Geschlecht, Rasse, Nation, Menschheit. Übers. v. Johannes Kleinbeck u. Oliver Precht, Turia + Kant, 2021, ISBN 978-3-85132-980-3
- Was ist eine „relevante“ Übersetzung? Übers. von Esther von der Osten. In: Das Denken der Bühne. Hrsg. v. Leon Gabriel, Nikolaus Müller-Schöll. Transcript, Bielefeld 2019, ISBN 978-3-8376-4239-1
- Was tun – mit der Frage „Was tun“? Übers. Johannes Kleinbeck u. Oliver Precht, Turia + Kant, 2018, ISBN 978-3-85132-894-3
- Denken, nicht zu sehen. Schriften zu den Künsten des Sichtbaren. Übers. Hans-Dieter Gondek, Markus Sedlaczek, Brinkmann und Bose 2017, ISBN 978-3-940048-31-8
- Lineagen. Mille e tre. Mit Zeichnungen von Micaela Henich. Übersetzt von Markus Sedlaczek. Brinkmann und Bose, Berlin 2021, ISBN 978-3-940048-41-7.
- Leben ist Überleben. Übers. Markus Sedlaczek. Passagen, Wien 2017
- Mit Jean-François Lyotard, Hélène Cixous, Alain Badiou, Jacques Rancière: Stören! Das Passagen-Buch. Übers. Claudia Simma, Richard Steurer-Boulard, Martin Born. Passagen, Wien 2017
- Vergeben. Das Nichtvergebbare und das Unverjährbare. Übers. Markus Sedlaczek Passagen, Wien 2017
- Mit Hans-Georg Gadamer, Philippe Lacoue-Labarthe: Heidegger. Philosophische und politische Tragweite seines Denkens. Das Kolloquium von Heidelberg. Hrsg. v. Mirelle Calle-Gruber, Übers. Esther von der Osten. Passagen, Wien 2016, ISBN 978-3-7092-0203-6
- Das Tier, das ich also bin. 2., durchgesehene Auflage, Hrsg. von Peter Engelmann, Übers. Markus Sedlaczek. Passagen, Wien 2016, ISBN 978-3-7092-0190-9
- Geschichte der Lüge. Prolegomena. Hrsg. v. Peter Engelmann, Übers. v. Noe Tessmann. Passagen, Wien 2015, ISBN 978-3-7092-0175-6
- Politik und Freundschaft. Gespräch über Marx und Althusser. Hrsg. v. Peter Engelmann, Übers. Noe Tessmann. Passagen, Wien 2014, ISBN 978-3-7092-0111-4
- Psyche. Erfindungen des Anderen, 2. Übers. Markus Sedlaczek. Hrsg. v. Peter Engelmann. Passagen, Wien 2013, ISBN 978-3-7092-0087-2
- Das Problem der Genese in Husserls Philosophie. Übers. Johannes Kleinbeck. Diaphanes, Zürich 2013, ISBN 978-3-03734-205-3
- Psyche. Erfindungen des Anderen I, übersetzt von Markus Sedlaczek. Hrsg. v. Peter Engelmann, Passagen, Wien 2012, ISBN 978-3-7092-0041-4
- Psyche. Erfindung des Anderen, übersetzt von Markus Sedlaczek. Hrsg. v. Peter Engelmann, Passagen, Wien 2011, ISBN 978-3-85165-937-5
- Die Phänomenologie und die Schließung der Metaphysik. Übers. Johannes Kleinbeck. Diaphanes, Zürich 2011, ISBN 978-3-03734-168-1
- Das Tier, das ich also bin. Übers. Marcus Sedlaczek. Passagen, Wien 2010, ISBN 978-3-85165-944-3
- Bleibe, Athen. Übers. Markus Sedlaczek. Passagen, Wien 2010, ISBN 978-3-85165-934-4
- Jedes Mal einzigartig, das Ende der Welt Hrsg. v. Peter Engelmann. Passagen, Wien 2007, ISBN 978-3-85165-759-3
- H.C. für das Leben, das heißt …. Hrsg. dsb., ebd. 2007, ISBN 978-3-85165-760-9
- Mit Hélène Cixous: Voiles. Schleier und Segel. Hrsg. dsb., ebd. 2007, ISBN 978-3-85165-782-1
- Von der Gastfreundschaft. 2, durchg. Auflage. Hrsg. dsb., ebd. 2007, ISBN 978-3-85165-778-4
- Glas. Totenglocke. Übers. Hans-Dieter Gondek, Markus Sedlaczek. Fink, Paderborn 2006, ISBN 978-3-7705-4110-2 , in: Die Zeit, 1. Februar 2007Rezension im Deutschlandfunk, 12. November 2007
- Echographien. Hrsg. dsb., Passagen, Wien 2006, ISBN 978-3-85165-761-6
- Genesen, Genealogien, Genres und das Genie. Hrsg. v. Peter Engelmann. Passagen, Wien 2006, ISBN 978-3-85165-746-3
- Maschinen Papier. Hrsg. dsb., ebd. 2006, ISBN 978-3-85165-747-0
- Leben ist Überleben. Hrsg. dsb., ebd. 2005, ISBN 3-85165-703-9
- Transfer. Hrsg. dsb., ebd. 2005, ISBN 3-85165-706-3
- Memoires. Hrsg. dsb., ebd. 2012 (1988) ISBN 978-3-7092-0042-1
- Préjugés. Hrsg. dsb., ebd. 2010 (1992) ISBN 978-3-85165-915-3
- Rückkehr aus Moskau. Hrsg. dsb., ebd. 2004, ISBN 3-85165-632-6
- Mochlos oder Das Auge der Universität. Vom Recht auf Philosophie, 2. Hrsg. dsb., ebd. 2004, ISBN 3-85165-676-8
- Marx & Sons. Übers. Jürgen Schröder. stw 1660, Suhrkamp, Frankfurt 2004, ISBN 3-518-29260-9
- Artaud: Moma. Ausrufe, Zwischenrufe und Berufungen. Hrsg. v. Peter Engelmann. Passagen, Wien 2003, ISBN 3-85165-550-8
- Bleibe. Hrsg. dsb., ebd. 2011 (2003) ISBN 978-3-85165-581-0.
- Fichus. Hrsg. dsb., ebd. 2003, ISBN 3-85165-548-6.
- Privileg. Hrsg. dsb., ebd. 2003, ISBN 3-85165-612-1.
- Schurken. Zwei Essays über die Vernunft. Übers. Horst Brühmann. Suhrkamp, Frankfurt 2003, ISBN 3-518-58373-5
- Limited Inc., Hrsg. v. Peter Engelmann, Passagen, Wien 2001, ISBN 3-85165-055-7
- Mit Gianni Vattimo: Die Religion. Suhrkamp, Frankfurt 2001, ISBN 3-518-12049-2
- Die unbedingte Universität. Übers. Stefan Lorenzer. Suhrkamp, Frankfurt 2001, ISBN 3-518-12238-X
- Über den Namen. Hrsg. v. Peter Engelmann, Passagen, Wien 2000, ISBN 3-85165-375-0
- Apokalypse. Hrsg. dsb., ebd. 2012 4. Aufl. ISBN 978-3-7092-0031-5 (1. Aufl. 1985)
- As if I were Dead / Als ob ich tot wäre. Hrsg. und übers. v. Ulrike Oudée Dinkelsbühler, Thomas Frey, Dirk Jäger u. a. Turia + Kant, Wien 2000, ISBN 3-85132-245-2
- Politik der Freundschaft. Übers. Stefan Lorenzer. Suhrkamp, Frankfurt 2000, ISBN 3-518-58284-4. Auch in Englisch verlegt. (Original: Politiques de l’amitié)
  - Kurzfassung: The Politics of Friendship (engl.), in: „The Journal of Philosophy“, New York ISSN 0022-362X 85. Jg. Heft 11, November 1988, S. 632–644
  - Übers. Katja Körner, Geert-Lueke Lueken, in: Klaus-Dieter Eichler (Hrsg.): Philosophie der Freundschaft Reclam, Leipzig 1999, 2000, ISBN 3-379-01669-1, S. 179–200
- Recht auf Einsicht. Hrsg. v. Engelmann. Passagen, Wien 1998. 2. Aufl. ISBN 3-85165-008-5 (1. Aufl. 1985)
- Auslassungspunkte. Hrsg. dsb., ebd. 1998, ISBN 3-85165-226-6
- Vergessen wir nicht – die Psychoanalyse! Suhrkamp, Frankfurt 1998, ISBN 3-518-11980-X
- Babylonische Türme. Wege, Umwege, Abwege. Hrsg. v. Alfred Hirsch, Frankfurt a. M. 1997, 119–165. ISBN 978-3-518-11897-9
- Aufzeichnungen eines Blinden. Das Selbstporträt und andere Ruinen. Wilhelm Fink, München 1997, ISBN 3-7705-3018-7
- Marx´ „Gespenster“. Der Staat der Schuld, die Trauerarbeit und die neue Internationale Fischer, Frankfurt 1995, ISBN 3-596-12380-1
- Dissemination. Hrsg. v. Engelmann. Passagen, Wien 1995, ISBN 3-85165-152-9
- Gestade. Hrsg. dsb., ebd. 1994. Übers. Monika Buchgeister, Hans-Walter Schmidt ISBN 3-85165-060-3
- Meine Chancen. Rendez-vous mit einigen epikureischen Stereophonien. Übers. Elisabeth Weber. Brinkmann & Bose, Berlin 1994, ISBN 3-922660-63-0
  - Original: La Chance. Coincidences, Chance and Hasard in Literature and Psychoanalysis. Vortrag an der Washington School of Psychiatry, Oktober 1982, in: Tijdschrift voor Filosofie, Nr. 1 Leuven 1983 (französisch)
- Falschgeld: Zeit geben, 1. Übers. Andreas Knop, Michael Wetzel. Fink, München 1993
  - Original: Donner le temps 1. La fausse monnaie. Galilée, 1991
- Die Wahrheit in der Malerei. Hrsg. v. Engelmann. Passagen, Wien 2008 (1992) ISBN 978-3-85165-809-5
- Ökonomimesis. Übers. Emmanuel Alloa. In BildÖkonomie. Haushalten mit Sichtbarkeiten, Hrsg. v. E. Alloa, F. Falk. Fink, Paderborn 2013, ISBN 978-3-7705-5532-1, S. 327–367
  - Original: Economimesis. Mimesis des articulations. Aubier, Paris 1975, S. 55–93
- Das andere Kap. Die vertagte Demokratie. Zwei Essays zu Europa. Übers. Alexander García Düttmann Suhrkamp, Frankfurt 1992, ISBN 3-518-11769-6
- Gesetzeskraft. Der mystische Grund der Autorität Übers. Alexander García Düttmann. Suhrkamp, Frankfurt 1991, ISBN 3-518-11645-2
- Chora. Hrsg. v. Peter Engelmann. Passagen, Wien 2013 (1990) ISBN 978-3-7092-0083-4
- Wie nicht sprechen. Hrsg. v. Peter Engelmann, Übers. Hans-Dieter Gondek. 3. überarb. Auflage. Passagen, Wien 2014, ISBN 978-3-7092-0112-1
- Vom Geist. Heidegger und die Frage. Suhrkamp, Frankfurt 1998, ISBN 3-518-57937-1
- Geschlecht (Heidegger). Hrsg. v. Peter Engelmann. Passagen, Wien 2005 2. Auflage (1. Aufl. 1988) ISBN 3-85165-688-1
- Randgänge der Philosophie. Erste vollst. Ausgabe. Hrsg. v.Peter Engelmann. Passagen, Wien 1988, ISBN 3-85165-290-8
- Wie Meeresrauschen auf dem Grund einer Muschel…. Hrsg. v. Peter Engelmann. Passagen, Wien 1988, ISBN 3-85165-450-1
- Feuer und Asche. Übers. Michael Wetzel. Brinkmann & Bose, Berlin 1988
- Ulysses Grammophon. Übers. Elisabeth Weber. Brinkmann & Bose, Berlin 1988, ISBN 3-922660-28-2
- Husserls Weg in die Geschichte am Leitfaden der Geometrie. Ein Kommentar zur Beilage 3 der „Krisis“. Übers. Rüdiger Hentschel, Andreas Knop. Wilhelm Fink, München 1987, ISBN 3-7705-2424-1 (Edmund Husserl, l’origine de la géométrie. Traduction et introduction par J. Derrida.)
- Die Postkarte. Von Sokrates bis an Freud und jenseits. 2 Bde. Übers. Hans-Joachim Metzger. Brinkmann & Bose, Berlin 1982, 1987, ISBN 3-922660-09-6
- Positionen. Hrsg. v. Peter Engelmann, Passagen, Wien 2009 (1986), ISBN 978-3-85165-852-1.
- Schibboleth. Für Paul Celan. Hrsg. v. Peter Engelmann. Übers. v. Wolfgang Sebastian Baur. Passagen, Wien 2012 5. Auflage (1. Aufl. 1986) ISBN 978-3-7092-0032-2
- Grammatologie. Übers. Hans-Jörg Rheinberger, Hanns Zischler. Suhrkamp, Frankfurt 1983, ISBN 3-518-28017-1 (Paris 1967)
- Die Stimme und das Phänomen. Ein Essay über das Problem des Zeichens in der Philosophie Husserls. Übers., Vorw. Jochen Hörisch. Suhrkamp, Frankfurt 1979, ISBN 3-518-10945-6
- Die Schrift und die Differenz. Übers. Rodolphe Gasché. Suhrkamp, Frankfurt 1972. stw 177 ISBN 3-518-27777-4
- Ein Zeuge von jeher. Nachruf auf Maurice Blanchot. Übers. Susanne Lüdemann und Hinrich Weidemann. Merve Verlag, Berlin 2003, ISBN 3-88396-193-0
- Lyotard und wir. Merve, Übers. Susanne Lüdemann. Berlin 2002, ISBN 3-88396-175-2
- Mit Friedrich Kittler: Nietzsche. Politik des Eigennamens. Wie man abschafft, wovon man spricht. Übers. Friedrich Kittler. Merve, Berlin 2000, ISBN 3-88396-157-4
- Einige Statements und Binsenwahrheiten über Neologismen, New-Ismen, Post-Ismen, Parasitismen und andere kleine Seismen. Übers. Susanne Lüdemann. Merve, Berlin 1997, ISBN 3-88396-134-5
- Eine gewisse unmögliche Möglichkeit, vom Ereignis zu sprechen. Übers. Susanne Lüdemann. Merve, Berlin 2003, ISBN 978-3-88396-187-3
- Berühren. Jean-Luc Nancy. Übers. Hans-Dieter Gondek. Brinkmann & Bose, Berlin 2007, ISBN 978-3-922660-75-0
- Dem Archiv verschrieben. Übers. Hans-Dieter Gondek, H. Naumann. Brinkmann & Bose, Berlin 1997, ISBN 978-3-922660-67-5
- Diese seltsame Institution, genannt Literatur. Übers. R. Felka. Brinkmann & Bose, Berlin 2015, ISBN 978-3-940048-24-0
- Telepathie. Übers. H.-J. Metzger. Brinkmann & Bose, Berlin 1982, ISBN 3-922660-06-1
- Was ist Dichtung? Übers. A.G. Düttmann, P. Kamuf, M. Ferraris. Brinkmann & Bose, Berlin 1990, ISBN 3-922660-46-0
- Worte drehen. Übers. Hans-Dieter Gondek, R. Felka. Brinkmann & Bose, Berlin 2015, ISBN 978-3-940048-25-7
- Die Seitenallee. Mit Catherine Malabou. Übers. von R. Felka. Brinkmann und Bose 2017, ISBN 978-3-940048-32-5.